# Madame Gourdan

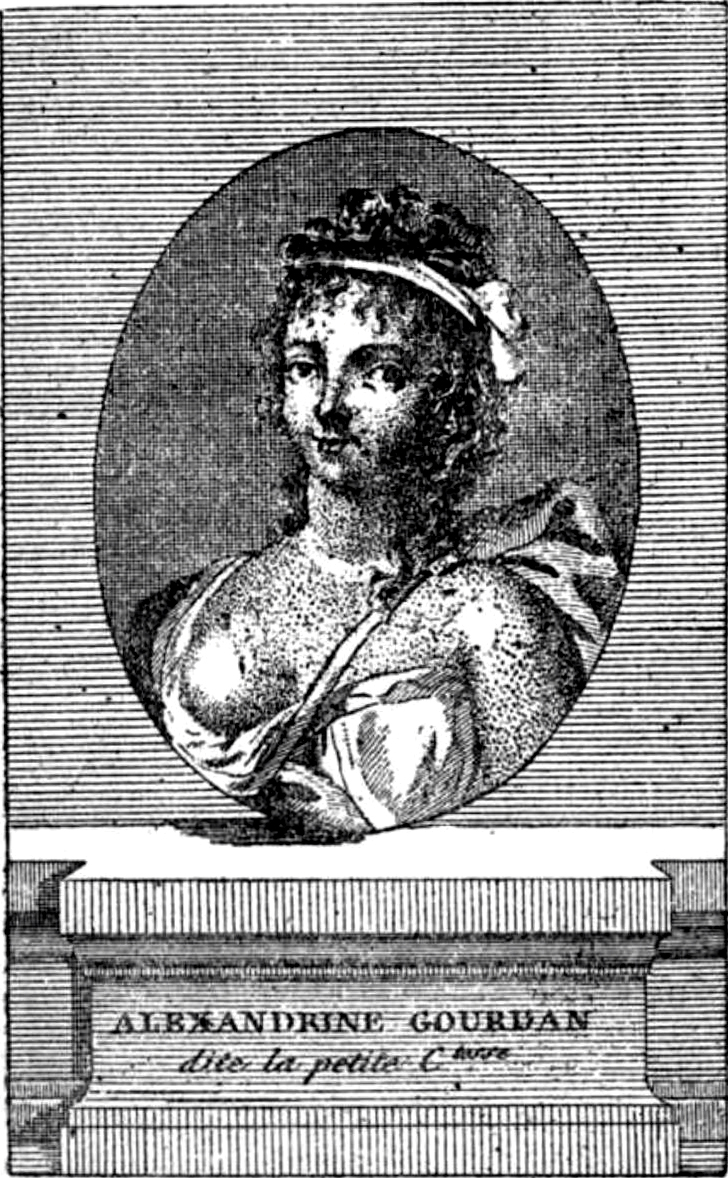
Marguerite Gourdan († 1783), genannt la petite comtesse

Madame Gourdan, geb.  Marguerite  Stock (* in Béziers; † 28. November 1783 in Paris), genannt die kleine Comtesse, war eine französische Bordellbetreiberin und Unternehmerin. Über ihre Vornamen gibt es verschiedene Angaben, einige Quellen nennen Alexandrine-Ernestine, andere Marguerite auch über ihre Lebensdaten gibt es Unklarheiten, sicher ist nur ihr Todesort und Sterbedatum. Gourdan war eine berühmte und einflussreiche Bordellbetreiberin in Paris.

## Leben und Wirken
Sie begann als Verkäuferin in dem Modegeschäft commerce de modes und kam mit einem jungen Offizier nach Paris, von dem sie sich aber bald trennte, um François-Didier Gourdan aus Larzicourt zu heiraten. 
Im Jahre 1759 gründet Marguerite Gourdan ihr erstes Bordell in der Rue Sainte-Anne. Zu ihren frühen Kunden zählte Chevalier Jean-Baptiste du Barry.

## Bordell und Landsitz
Ihr Bordell namens Chateau de Madame Gourdan befand sich in der rue des Deux Portes an der Ecke der rue Saint-Sauveur. Reiche und einflussreichste Politiker, Adelige und sogar Geistliche gingen in ihrem Etablissement ein und aus. Es war eines der größten Bordelle seiner Zeit, auf verschiedene Häuser und sogar Straßenzüge verteilt. Am berüchtigtsten war der Salon de Vulcan; eine abgeschottete schalldichte Folterkammer für BDSM-Spiele. Iwan Bloch beschreibt in seiner Rezension zu Marquis de Sade, wie sich der Schriftsteller und der Sohn des Kardinals Richelieu, Sire de Fronsac, auf einem besonderen Stuhl, der mit Fesseln und sonstigen Zubehör ausgestattet war, in dieser Kammer vergnügten.
Gourdan hatte des Weiteren ein Haus auf dem Lande, das von der Landbevölkerung ironisch das Kloster, monastère  genannt wurde und in welches kranke und schwangere Mädchen gebracht wurden, um sich dort „auszukurieren“. Dieses Kloster wird in einem erotischen Text eines anonymen Verfassers namens Mademoiselle Sappho, in dem es um ein naturverdorbenes Bauernmädchen geht, das von lesbischen Adeligen der Tribadinnen-Sekte Secte Anandryne zur Hure gemacht wird, als literarisches Motiv verwendet.

## Sexspielzeug
Gourdan war auf lesbische Kundinnen spezialisiert. Bekannt und begehrt waren ihre kunstvoll gearbeiteten Dildos, hohl und mit einer Öffnung an der Spitze, aus welchen, ähnlich einer Spritztüte Flüssigkeit verspritzt werden konnte. Gourdan war die Erste, die derartige Dildos professionell vertrieb, so dass sie einen regelrechten Dildoversand führte, dessen Replikate noch heute auf verschiedenen Ausstellungen gezeigt werden.

## Geschichtliche und literarische Bezüge

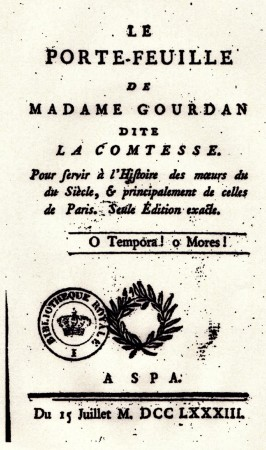
Titelblatt der Ausgabe der Correspondance von 1783

Eine besondere Fußnote in der Geschichte sollte ihr eine ihrer besten Huren verschaffen:
Unter dem Namen Mademoiselle Lange arbeitete ein junges Mädchen in ihrem Etablissement, das später unter dem Namen Marie-Jeanne Bécu, comtesse du Barry als Mätresse Ludwigs XV. Geschichte schreiben sollte. Im Etablissement von Madame Gourdan lernte die attraktive Marie-Jéanne Jean-Baptiste du Barry kennen. Jener hoffte durch die Vermittlung von Mademoiselle Lange als Mätresse von Ludwig XV. seinen Einfluss am Hofe zu erhöhen, er arrangierte eine Heirat mit seinem Bruder Guillaume du Barry (1732–1811). Der aus dem Languedoc stammende Adelige hatte eine wohlhabende Erbin geheiratet, was seine finanzielle Lage verbesserte und war nach Paris gekommen, um im diplomatischen Dienst zu arbeiten, wozu es jedoch nicht mehr kam.
Gourdans Bordell wurde unter anderem auch als Inspirationsquelle für die Romane des Schriftstellers Marquis de Sade genannt. Sie betrieb die Institution bis zu ihrem Tod.
Kurz nach ihrem Tod veröffentlichte 1783 ein anonymer Verfasser (vermutlich Charles Théveneau de Morande (1741–1805)) das pornografische Werk Le Porte-feuille de Madame Gourdan dite La Comtesse (auch unter dem Titel Correspondance de Madame Gourdan dite Petite Comtesse) als Lebensbeschreibung der Madame Gourdan. Die Publikation wurde bis in das 20. Jahrhundert in Liebhaberausgaben immer wieder neu aufgelegt.